# Panathīnaïkos Athlītikos Omilos 2018-2019 (pallacanestro maschile)
Questa voce raccoglie le informazioni riguardanti il Panathīnaïkos B.C. nelle competizioni ufficiali della stagione 2018-2019.

## Stagione
La stagione 2018-2019 del Panathīnaïkos è la 68ª nel massimo campionato greco di pallacanestro, l'A1 Ethniki.

## Roster
Aggiornato al 18 luglio 2018.
| Panathīnaïkos OPAP 2018-19 | Panathīnaïkos OPAP 2018-19 |
| Giocatori                  | Staff tecnico              |
| -------------------------- | -------------------------- |

| N. | Naz.                                       | Ruolo | Nome                   | Anno | Alt.   | Peso   |  |
| -- | ------------------------------------------ | ----- | ---------------------- | ---- | ------ | ------ |  |
| 0  | Stati Uniti (bandiera)                     | A     | Deshaun Thomas         | 1991 | 201 cm | 100 kg |  |
| 3  | Stati Uniti (bandiera)                     | AC    | Adreian Payne          | 1991 | 208 cm | 108 kg |  |
| 5  | Stati Uniti (bandiera)                     | G     | Keith Langford         | 1983 | 193 cm | 90 kg  |  |
| 6  | Grecia (bandiera)                          | C     | Giōrgos Papagiannīs    | 1997 | 216 cm | 109 kg |  |
| 7  | Gabon (bandiera)                           | AG    | Stéphane Lasme         | 1982 | 203 cm | 98 kg  |  |
| 9  | Grecia (bandiera)                          | PG    | Vaggelīs Sakellariou   | 1989 | 195 cm | 98 kg  |  |
| 10 | Grecia (bandiera)                          | A     | Iōannīs Papapetrou     | 1994 | 206 cm | 105 kg |  |
| 11 | Grecia (bandiera)                          | G     | Nikos Pappas           | 1990 | 195 cm | 98 kg  |  |
| 14 | Stati Uniti (bandiera)                     | AG    | James Gist             | 1986 | 206 cm | 105 kg |  |
| 15 | Grecia (bandiera)                          | C     | Ian Vougioukas         | 1985 | 212 cm | 122 kg |  |
| 16 | Grecia (bandiera)                          | G     | Giōrgos Kalaitzakīs    | 1999 | 195 cm | 82 kg  |  |
| 19 | Lituania (bandiera)                        | P     | Lukas Lekavičius       | 1994 | 180 cm | 76 kg  |  |
| 23 | Stati Uniti (bandiera)                     | G     | Sean Kilpatrick        | 1990 | 193 cm | 96 kg  |  |
| 24 | Stati Uniti (bandiera) · Belgio (bandiera) | AP    | Matt Lojeski           | 1985 | 198 cm | 92 kg  |  |
| 33 | Stati Uniti (bandiera) · Grecia (bandiera) | P     | Nick Calathes (C)      | 1989 | 198 cm | 97 kg  |  |
| 43 | Grecia (bandiera)                          | AP    | Thanasīs Antetokounmpo | 1992 | 201 cm | 98 kg  |  |
| 44 | Grecia (bandiera)                          | AG    | Kōnstantinos Mītoglou  | 1996 | 210 cm | 116 kg |  |

| Allenatore |
| - Xavi Pascual (fino al 20 dicembre) - Giōrgos Vovoras (dal 20 dicembre e fino al 25 dicembre) - Rick Pitino (dal 25 dicembre)                                                                          |
| Assistente/i |
| - Adamantios Panagiotopoulos - Nikos Pappas - Giōrgos Vovoras (fino al 20 dicembre e dal 25 dicembre) - Íñigo Zorzano (fino al 20 dicembre) Legenda - (C) Capitano - (IN) Inattivo - Infortunato Roster |

## Mercato

### Sessione estiva
| Acquisti | Acquisti                 | Acquisti            | Acquisti      | Acquisti |
| R.       | Nome                     | da                  | Modalità      |          |
| -------- | ------------------------ | ------------------- | ------------- | -------- |
| G        | Keith Langford           | Mac. Rishon LeZion  | definitivo    |          |
| C        | Giōrgos Papagiannīs      | Portland T. Blazers | definitivo    |          |
| AG       | Stéphane Lasme           | UNICS Kazan'        | definitivo    |          |
| A        | Iōannīs Papapetrou       | Olympiakos          | definitivo    |          |
| PG       | Vaggelīs Sakellariou     | Paniōnios           | definitivo    |          |
| A        | Deshaun Thomas           | Maccabi Tel Aviv    | definitivo    |          |
| PG       | Michalīs Lountzīs        | Aries Trikala       | fine prestito |          |
| AG       | Vasilīs Charalampopoulos | PAOK Salonicco      | fine prestito |          |

| Cessioni | Cessioni                 | Cessioni          | Cessioni       | Cessioni |
| R.       | Nome                     | a                 | Modalità       |          |
| -------- | ------------------------ | ----------------- | -------------- | -------- |
| AC       | Chris Singleton          | Barcellona        | fine contratto |          |
| P        | Mike James               | Olimpia Milano    | fine contratto |          |
| G        | K.C. Rivers              | Free agent        | fine contratto |          |
| AC       | Zach Auguste             | Galatasaray       | fine contratto |          |
| AG       | Adreian Payne            | Free agent        | fine contratto |          |
| AG       | Kenny Gabriel            | Türk Telekom      | fine contratto |          |
| G        | Marcus Denmon            | Zhejiang G. Bulls | definitivo     |          |
| PG       | Michalīs Lountzīs        | Lavrio            | prestito       |          |
| AG       | Vasilīs Charalampopoulos | Lavrio            | rescissione    |          |

### Dopo l'inizio della stagione
| Acquisti | Acquisti        | Acquisti   | Acquisti        | Acquisti   |
| R.       | Nome            | da         | Data            | Modalità   |
| -------- | --------------- | ---------- | --------------- | ---------- |
| G        | Sean Kilpatrick | Free agent | 9 gennaio 2019  | definitivo |
| AC       | Adreian Payne   | Free agent | 13 gennaio 2019 | definitivo |

| Cessioni | Cessioni       | Cessioni   | Cessioni        | Cessioni    |
| R.       | Nome           | a          | Data            | Modalità    |
| -------- | -------------- | ---------- | --------------- | ----------- |
| AG       | Stéphane Lasme | Free agent | 28 gennaio 2019 | rescissione |
| AC       | Adreian Payne  | ASVEL      | 13 marzo 2019   | rescissione |